# Osanna von Mantua

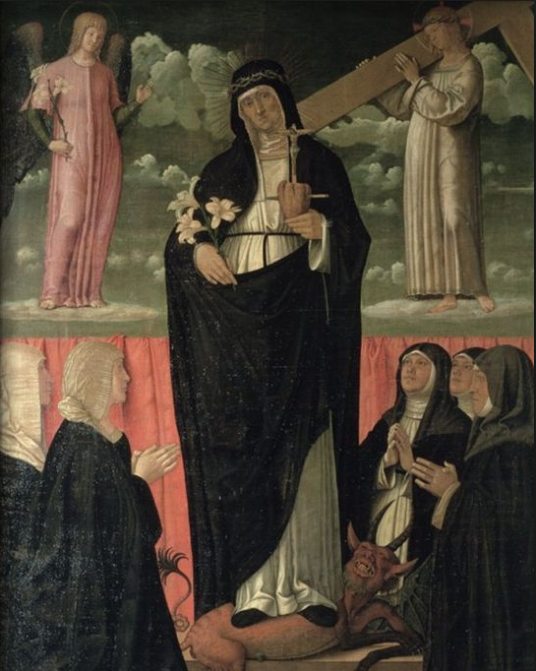
Selige Osanna von Mantua von Francesco Bonsignori

Osanna von Mantua (* 17. Januar 1449 in Carbonara di Po; † 18. Juni 1505 in Mantua) war eine italienische Dominikanerin, die als Stigmatikerin und Mystikerin bekannt wurde.

## Leben
Osanna war die Tochter des aus Ungarn stammenden Adligen Niccolò Andreasi und der Agnese Gonzaga. Während eines Landaufenthaltes im Sommer soll sie im Alter von sechs Jahren ihre erste Engelserscheinung gehabt haben. Sie fühlte sich zum geweihten Leben berufen und lehnte eine von ihrem Vater arrangierte Heirat ab. Da sie ihrem Vater nicht erklären konnte, warum sie sich zum Ordensleben hingezogen fühlte, legte sie 1463 im Alter von 14 Jahren in der Dominikanerkirche heimlich das Habit des Dritten Ordens des heiligen Dominikus an. Zu diesem Orden hatte sie sich durch ihre Bewunderung für zwei Ordensmitglieder hingezogen gefühlt, Katharina von Siena und ihren Zeitgenossen Bruder Girolamo Savonarola, die ihr beide ein Leben in strikter Selbstverleugnung vorlebten.
Als sie in ihrem Ordensgewand zu Hause erschien, erklärte sie, dass sie ein Gelübde abgelegt habe und es tragen müsse, bis sie ihr Versprechen erfüllt habe. Ihren Profess legte sie erst wenige Monate vor ihrem Tod 42 Jahre später ab. Nach dem frühen Tod ihrer Eltern übernahm sie die Verantwortung für den Haushalt und ihrer Geschwister.
Eine Legende besagt, dass Osanna, wie Katharina von Siena, auf wundersame Weise lesen und schreiben lernte. Eines Tages sah sie ein Stück Papier mit zwei Wörtern und sagte: „Diese Wörter sind 'Jesus' und 'Maria'.“ Angeblich konnte sie von da an alles, was mit dem Geistlichen zu tun hatte, lesen und schreiben.
Als Osanna dreißig Jahre alt war, empfing sie die Stigmata auf ihrem Kopf, an der Seite und an den Füßen. Sie hatte auch eine Vision, in der ihr Herz verwandelt und in vier Teile geteilt wurde. Für den Rest ihres Lebens erlebte sie aktiv die Passion Jesu, besonders intensiv jedoch Mittwochs und Freitags. Sie Vertraute ihrem Biographen und „geistlichen Sohn“, dem Olivetanermönch Girolamo de Monte Oliveto, diese Dinge an, ebenso wie die Tatsache, dass sie jahrelang fast ohne Nahrung lebte.

Osanna Andreasi – 16. Jh.

Osanna war eine Mystikerin, die in Ekstase geriet, wenn sie von Gott sprach, und eine Visionärin, die Bilder von Christus am Kreuz sah. Sie trug als Wundmale rote Flecken die nicht bluteten. Sie half den Armen und Kranken, diente vielen als Seelsorgerin und gab einen großen Teil des beträchtlichen Vermögens ihrer Familie für die Armen aus. Sie sprach sich gegen die Dekadenz aus und kritisierte die Aristokratie für ihren Mangel an Moral. Sie war mit einem anderen Mitglied ihres Ordens, Columba von Rieti, befreundet, und es ist überliefert, dass sie bei einer anderen, Stephana Quinzani, Rat suchte.
Diese Phänomene lenkten die Aufmerksamkeit der Herrscherfamilie von Mantua auf Ossana. Vor allem Francesco II. Gonzaga und seine Frau Isabella d’Este suchten sie als spirituelle Führerin und Ratgeberin in Staatsangelegenheiten auf. Sie sagte oft Ereignisse voraus und erwarb sich den Ruf einer Seherin. Als sie am 18. Juni 1505 in Mantua starb, nahm der gesamte Adel und Klerus an ihrem Begräbnis teil, während ihr Leichnam in einer Prozession zur Kirche San Domenico gebracht und dort beigesetzt wurde. Später wurden ihre sterblichen Überreste in den Dom von Mantua überführt, wo sie noch heute verehrt werden.

## Beziehung zu Girolamo de Monte Oliveto
Ihr Vertrauter, Girolamo de Monte Oliveto, schrieb 1507, sehr kurz nach ihrem Tod, eine Vita (Biografie) über ihr Leben. Obwohl Girolamo feststellte, dass Osanna nicht gerne über ihre spirituellen Erfahrungen sprach, nahm sie in ihren letzten Lebensjahren Girolamo als „geistlichen Sohn“an, „der im Blut Christi gezeugt wurde“.
Der Bericht von Girolamo ist besonders einzigartig, weil er so eng mit seiner Person verbunden ist. Die Biographie hat die Form eines detaillierten Berichts über seine Gespräche mit Osanna. Girolamo fügte seinem Bericht lateinische Übersetzungen von 24 Briefen Osannas mit Dokumenten bei, die ihre Echtheit bestätigten.
Laut Pater Benedict Ashley drücken diese Briefe ein „intensives und andauerndes körperliches und inneres Leiden“ aus, das nur durch „erhabene Erfahrungen der Vereinigung mit Gott, die [Osanna] nur in einer gebrochenen und unzureichenden Sprache beschreiben kann“, erträglich wurde. Eine besondere Quelle des Elends für Osanna war der Verfall der Kirche unter dem missbräuchlichen Pontifikat Alexanders VI.

## Verehrung
Auf Bitten der Marchesa Isabella d’Este, die sich zu Besuch in Rom aufhielt, genehmigte Leo X. in einem päpstlichen Schreiben vom 8. Januar 1515 die Feier ihres Festes in der Stadt Mantua. Die lokale Feier wurde von Papst Innozenz XII. durch eine Päpstliche Bulle vom 24. November 1694 bestätigt und zwei Monate später auf den gesamten Dominikanerorden ausgedehnt.

## Werke
Der Inhalt des literarischen Nachlasses der seligen Osanna reicht von mystischen Betrachtungen bis hin zu Überlegungen zu zeitgenössischen sozialen und politischen Fragen. Ihre Werke bestehen aus:
- Lettere, ein Verzeichnis der Korrespondenz, die an einen vielfältigen Leserkreis gerichtet ist, darunter ihre Mitbrüder im Dominikanerorden und Mitglieder der Herrscherfamilie von Mantua;
- Colloqui Spirituali, Dialoge über geistliche Themen zwischen der seligen Osanna und Girolamo Girolamo de Monte Oliveto Scolari.